# 1314 Paula
1314 Paula eller 1933 SC är en asteroid i huvudbältet, som upptäcktes den 16 september 1933 av den belgiske astronomen Sylvain Arend i Uccle. Den har fått sitt namn efter upptäckarens fru.
Asteroiden har en diameter på ungefär 8 kilometer och den tillhör asteroidgruppen Flora.